# Kirche Korbußen

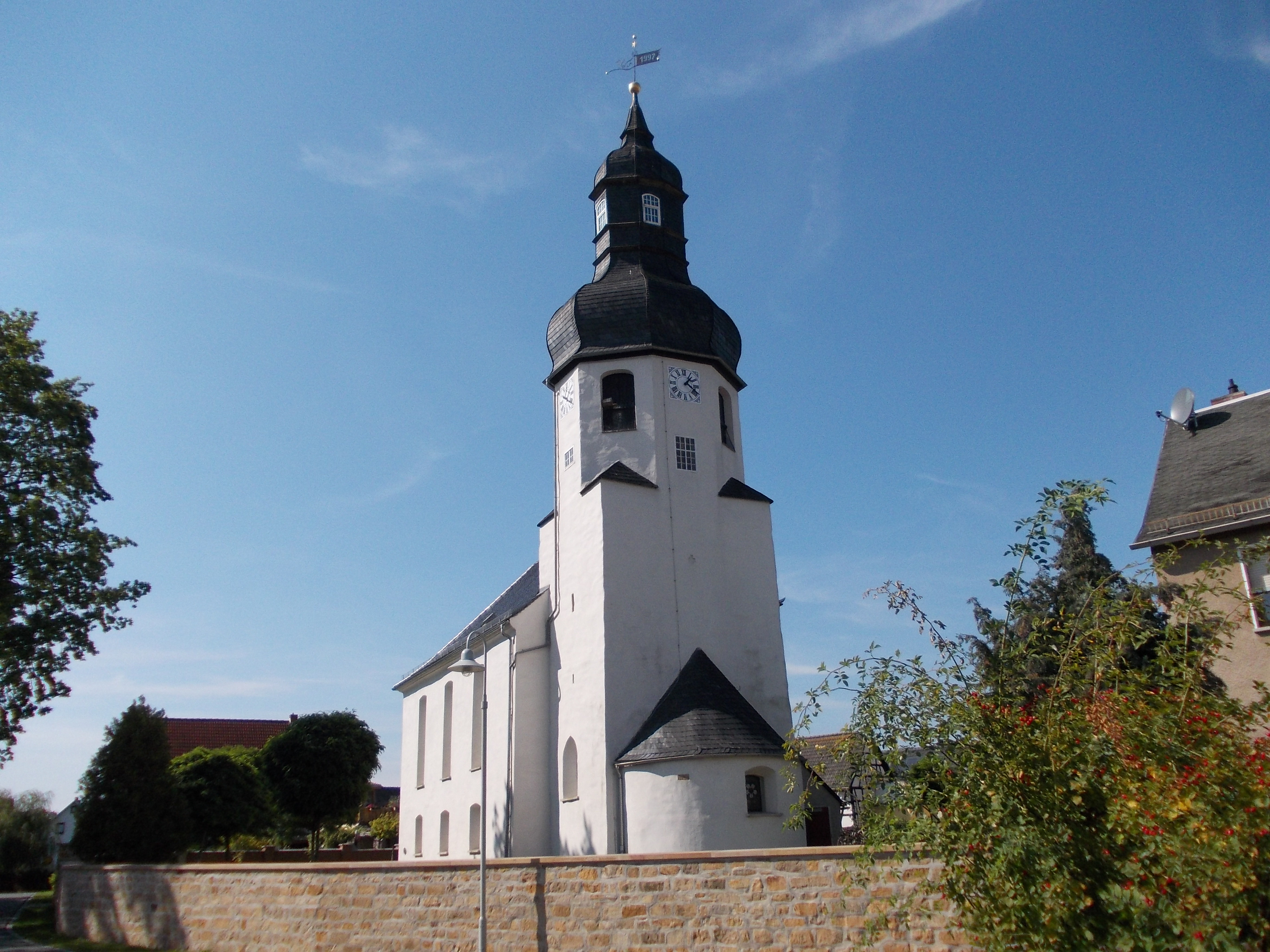
Kirche Korbußen

Die evangelisch-lutherische, denkmalgeschützte Kirche Korbußen steht in Korbußen, einer Gemeinde im Landkreis Greiz von Thüringen. Die Kirchengemeinde Korbußen gehört zum Pfarrbereich Großenstein-Baldenhein im Kirchenkreis Altenburger Land der Evangelischen Kirche in Mitteldeutschland.

## Beschreibung
Im Jahre 1322 erfolgte die erste nachweisliche Erwähnung einer Kirche. Die heutige Saalkirche hat einen quadratischen, im Kern romanischen Chorturm und eine Apsis mit einer Apsiskalotte. Beim eingezogenen Chorturm ist das oberste Geschoss achteckig. Darauf sitzt eine bauchige, schiefergedeckte Haube, die eine Laterne trägt. Der Chor ist mit einem gotischen Kreuzrippengewölbe überspannt. Das Langhaus hat drei Achsen und ist mit einem Satteldach bedeckt. Die Flachdecke im Innenraum wurde erst nach dem Mittelalter eingebaut. 1834 wurde die Kirche umgebaut, eine Bezeichnung befindet sich am inneren Portal im Westen. Dabei wurden an den Langseiten des Kirchenschiffs zweigeschossige Emporen errichtet. Der dreiteilige Anbau im Westen, er dient als Vestibül, wurde später errichtet. Die Kirchenausstattung ist schlicht. Die Orgel mit 17 Registern, verteilt auf 2 Manuale und Pedal, wurde 1763 von Popp aus Gera gebaut.